# Rue Mateos Gago
Pour les articles homonymes, voir Gago.
La rue Mateos Gago est une rue de la ville espagnole de Séville (Andalousie). Elle part de la place Virgen de los Reyes (jouxtant la cathédrale) et va jusqu'à la rue Fabiola. Elle est une des entrées principales du quartier de Santa Cruz.

## Histoire

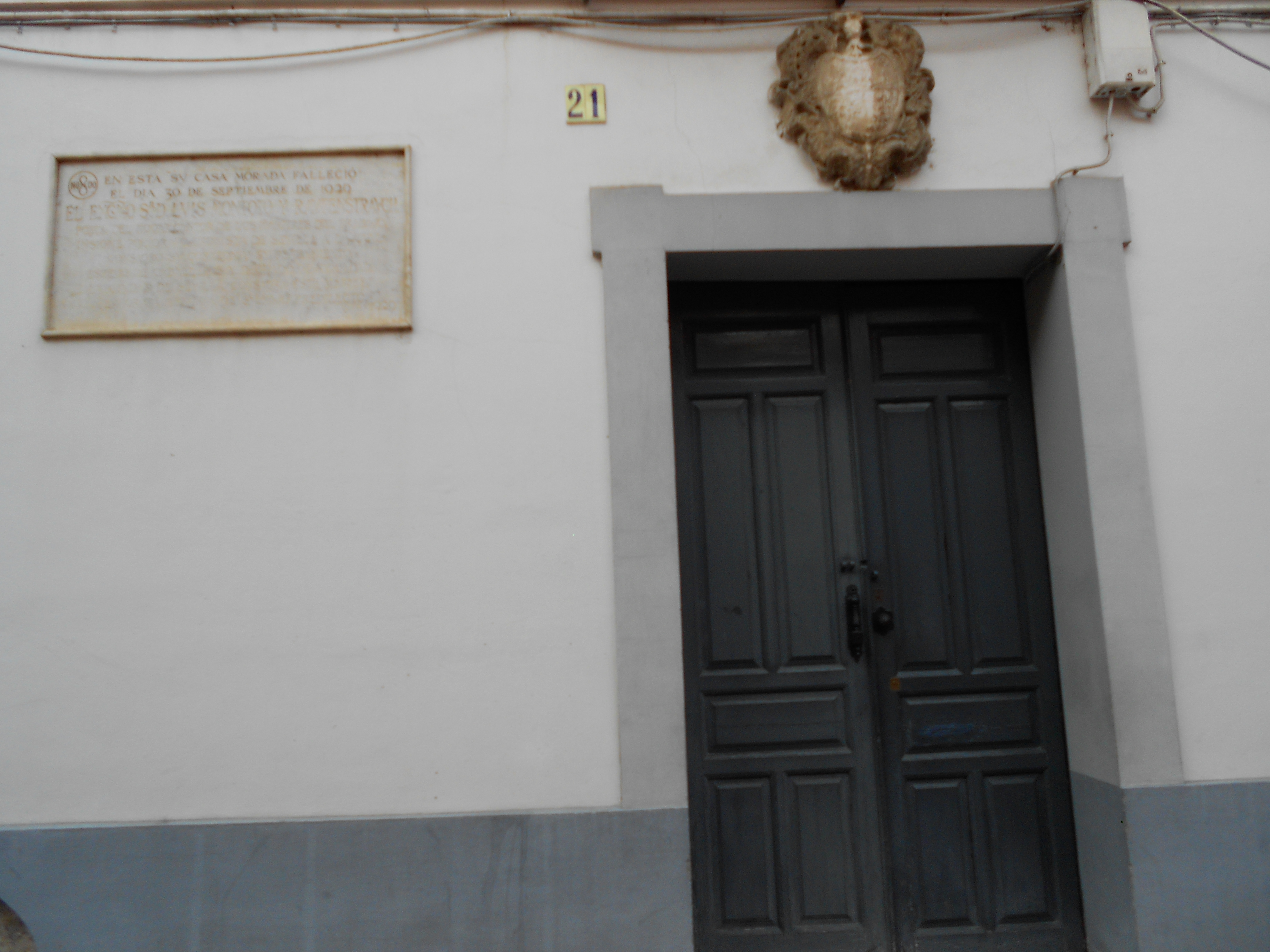
Le numéro 21 où est né l'historien Santiago Montoto

Elle s'appelait anciennement rue de la Borceguinería, étant le lieu de résidence des fabricants de chaussures et borceguíes, jusqu'au XVIIIe siècle.
Depuis 1893, elle porte son nom actuel de rue Mateos Gago, honorant la mémoire de Francisco Mateos Gago Fernández (1827-1890), théologien, prêtre, professeur de l'ancienne Faculté de Théologie de l'Université de Séville, fondateur de l'Académie Sévillane d'études archéologiques et chanoine de la cathédrale de Séville.
En 1890 est né au numéro 21 de cette rue l'historien Santiago Montoto de Sedas, fils du poète et chroniqueur de la ville Luis Montoto. Sur la façade du logement, une plaque rappelle l'événement. La rue était au début du XXe siècle une voie tortueuse et étroite au point d'empêcher le trafic et la procession des confréries, obligeant notamment la Fraternité de Santa Cruz (créée en 1904) à utiliser divers parcours alternatifs pour accéder au parcours officiel depuis sa paroisse.
Le tracé actuel de la rue date des travaux entrepris pour l'Exposition ibéro-américaine de 1929.

## Bâtiments emblématiques
- Logement du numéro 24, réalisé par l'architecte Aníbal González.
- Casa de las Conchas, placée au numéro 26, également l'œuvre d'Aníbal González, qui a couvert la façade avec des éléments décoratifs ressemblant à des coquilles marines.
- Église de Santa Cruz, bâtie à partir de 1655.